# Heinrich Lammasch
Heinrich Lammasch (ur. 21 maja 1853 w Seitenstetten, zm. 6 stycznia 1920 w Salzburgu) – austriacki prawnik, ostatni premier Cesarstwa Austriackiego przez dwa tygodnie w październiku i listopadzie 1918 roku.